# Yitong He (vattendrag i Kina, lat 42,67, long 126,04)
Yitong He är ett vattendrag i Kina. Det ligger i provinsen Jilin, i den nordöstra delen av landet, omkring 150 kilometer sydost om provinshuvudstaden Changchun.
Genomsnittlig årsnederbörd är 1 128 millimeter. Den regnigaste månaden är juli, med i genomsnitt 283 mm nederbörd, och den torraste är januari, med 12 mm nederbörd.